# Didier Hoyer
Didier Hoyer, född den 3 februari 1961 i Boulogne-sur-Mer, Frankrike, är en fransk kanotist.
Han tog OS-brons i C-2 1000 meter i samband med de olympiska kanottävlingarna 1984 i Los Angeles.
Han tog OS-brons igen på samma distans i samband med de olympiska kanottävlingarna 1992 i Barcelona.